# Cevimelina
La cevimelina è un farmaco parasimpaticomimetico e agonista muscarinico, con particolare selettività verso i recettori muscarinici M3. Nel 2000 è stato approvato dalla Food and Drug Administration per il trattamento della xerostomia nei pazienti affetti da sindrome di Sjögren.

## Meccanismo d'azione
La cevimelina funge da agonista selettivo dei recettori muscarinici M3. In seguito al legame, si ha la modificazione strutturale del recettore, che passa perciò alla forma attiva. La modificazione conformazionale del recettore attiva una cascata di reazioni intracellulari che hanno come bersaglio ultimo le ghiandole salivari. Il risultato finale è l'incremento della secrezione salivare.

## Effetti avversi
Effetti avversi contrari conosciuti sono nausea, cefalea, diarrea, visione offuscata, insonnia.